# 埃尔蒙-欧博讷站
埃尔蒙-欧博讷站，是法国的一个铁路车站，位于巴黎北郊，埃尔蒙和欧博讷两个市镇的交界处并因此而得名。属于第四收费区（法語：Zone 4）。

## 位置
埃尔蒙-欧博讷站位于埃尔蒙和欧博讷两个市镇的交界处，距离巴黎市区以北大约20公里。车站大致呈东西走向，主站房位于铁路线南侧，北侧亦可进出车站。
埃尔蒙-奥博纳站也是巴黎北郊的一个重要铁路枢纽，有四条铁路线在此交汇。

## 设施
埃尔蒙-欧博讷站设有人工售票窗口，全年开放，此外该站还设有多台自动售票机。
埃尔蒙-欧博讷站设有闸机，进出该站的乘客均需持有纸质车票或通勤卡（法語：Navigo）。

## 站台设置
埃尔蒙-欧博讷站设有六个站台和8个车道，其分布情况大致如下图所示：

埃尔蒙-欧博讷站路轨设置示意图

## 停靠线路
以下列车线路在埃尔蒙-欧博讷站停靠：
| 埃尔蒙-欧博讷站列车线路表 |                     |           |            |                               |
| 起点                      | 上一站              | 线路      | 下一站     | 终点                          |
| 马西-帕莱索/兰日斯桥      | 圣格拉蒂安          | [T] · (C) | 塞尔奈     | （起点）/蒙蒂尼-博尚/蓬图瓦兹 |
| 杜尔当/布雷蒂尼           | 圣格拉蒂安          | [T] · (C) | 塞尔奈     | （起点）/蒙蒂尼-博尚/蓬图瓦兹 |
| 巴黎北                    | 昂甘莱班/昂甘赛马场 | [T] · [H] | 塞尔奈     | 蓬图瓦兹                      |
| 巴黎北                    | 昂甘莱班/昂甘赛马场 | [T] · [H] | 埃尔蒙通勤 | 佩尔桑-博蒙                   |
| 巴黎圣拉扎尔              | 萨努瓦              | [T] · [J] | （终点）   | （终点）                      |

## 配套交通

### 长途客车
埃尔蒙-欧博讷站附近暂无长途客运线路。

### 市内交通
| 埃尔蒙-欧博讷站附近的市内公共交通线路       |                         |                                                   |
| 公交车站名称                                | 位置                    | 停靠线路                                          |
| 埃尔蒙/欧博讷-城铁站 Ermont - Eaubonne Gare | 车站停车场 Parking Gare | 30.35路：埃尔蒙/欧博讷-城铁站 ↔ 弗朗孔维尔-城铁站 |
| 埃尔蒙/欧博讷-城铁站 Ermont - Eaubonne Gare | 5号站台 Quai 5          | 95.19B：塞尔吉-快铁站 ↔ 埃尔蒙/欧博讷-城铁站      |
| 埃尔蒙/欧博讷-城铁站 Ermont - Eaubonne Gare | 6号站台 Quai 6          | 30.11路：埃尔蒙/欧博讷-城铁站 ↔ 埃尔蒙-塔子       |
| 埃尔蒙/欧博讷-城铁站 Ermont - Eaubonne Gare | 7号站台 Quai 7          | 38.01路：埃尔蒙/欧博讷-城铁站 ↔ 布费蒙-城铁站     |
| 埃尔蒙/欧博讷-城铁站 Ermont - Eaubonne Gare | 8号站台 Quai 8          | 138路：巴黎-克里希门 ↔ 埃尔蒙/欧博讷-城铁站       |
| 埃尔蒙/欧博讷-城铁站 Ermont - Eaubonne Gare | 9号站台 Quai 9          | 14路：昂甘莱班-城铁站 ↔ 埃尔蒙/欧博讷-城铁站      |
| 埃尔蒙/欧博讷-城铁站 Ermont - Eaubonne Gare | 10号站台 Quai 10        | 12路：埃尔蒙/欧博讷-城铁站 ↔ 蒙莫朗西-拉舍内埃    |
| 埃尔蒙/欧博讷-城铁站 Ermont - Eaubonne Gare | 11号站台 Quai 11        | 154路：巴黎-圣拉扎尔站 ↔ 蒙蒂尼萊科爾梅耶-城铁站  |
| 埃尔蒙/欧博讷-城铁站 Ermont - Eaubonne Gare | 14号站台 Quai 14        | 10路：埃尔蒙/欧博讷-城铁站 ↔ 苏瓦西-源泉公园      |
| 1. 2. 3.                                    |                         |                                                   |

### 社会车辆
埃尔蒙-欧博讷站北侧（后门）设有社会车辆停车场。

## 临近车站
| 埃尔蒙-欧博讷站（Gare d'Ermont - Eaubonne） |                        |              |
| 上行车站                                    | 线路                   | 下行车站     |
| 昂甘赛马场站                                | 圣但尼－迪耶普铁路     | 塞尔奈站     |
| （起点）                                    | 埃尔蒙－战神广场铁路   | 圣格拉蒂安站 |
| 萨努瓦站                                    | 巴黎－埃尔蒙铁路       | （终点）     |
| （起点）                                    | 埃尔蒙－瓦尔蒙杜瓦铁路 | 埃尔蒙通勤站 |
| - 本表仅显示运营中的线路及车站              |                        |              |